# Saxetania sabulosa
Saxetania sabulosa is een rechtvleugelig insect uit de familie Pamphagidae. De wetenschappelijke naam van deze soort is voor het eerst geldig gepubliceerd in 1923 door Uvarov.